# Mantojärvi (sjö, lat 67,85, long 25,02)
Mantojärvi är en sjö i Finland. Den ligger i kommunen Kittilä i landskapet Lappland, i den norra delen av landet, 900 km norr om huvudstaden Helsingfors. Mantojärvi ligger 188,2 meter över havet. Den ligger vid sjön Rautusjärvi. Arean är 31,2 hektar och strandlinjen är 3,43 kilometer lång. Sjön  ingår i Kemi älvs huvudavrinningsområde. 